# Ірландська аватара
Сатиричний памфлет, написаний Дж. Г.Байроном на початку 20-х років XIX століття (16 вересня 1821).
Вперше опублікована в Парижі Т. Муром 19 вересня 1821.

## Історична основа
На початку XIX століття в суспільно-політичному житті Англії намітилося загострення так званого «Ірландського питання» — процесу багатовікової дискримінації ірландців як у релігійній так і соціально-економічній площинах. Одним з каталізаторів послужила війна за незалежність, що спалахнула в Північній Америці, а також революція у Франції. На тлі цих подій, підкріплених власним бажанням звільнитися, і спалахнув в Ірландії національно-визвольний рух, що вилився у повстання 1798 року, яке було придушене з надзвичайною жорстокістю.
Під наполегливим тиском опозиції, англійський уряд був вимушений відмінити частину каральних законів. На короткий час була встановлена автономія ірландського парламенту. Але вже з 1 січня 1801 згідно з так званим «Актом про унію» була ліквідована парламентська автономія Ірландії: ірландський парламент скасований, а ірландські представники отримали деяке число місць в британському парламенті.

## Байрон та Ірландія
З листів Байрона ми знаємо, що Ірландське питання хвилювало його ще в ті роки, коли він був студентом Кембриджа. У своїй другій промові в палаті лордів, яку він виголосив 21 квітня 1812, він виступив на захист громадянських прав ірландців-католиків. Формальним приводом для виступу послужило внесення пропозиції про створення комітету для розбору скарг ірландських католиків. Проте з самого початку Байрон дає зрозуміти, що справа не в дрібних подробицях ситуації, що виникла, і що не треба уподібнюватися ліліпутам в їх суперечці, з якого кінця розбивати яйце. Добре знаючи історію Ірландії та події її сучасного життя, Байрон доводить, що саме через ворожнечу католиків і протестантів в Ірландії формується вибухова ситуація, яку здавна підтримує уряд Англії.
Якщо католикам уряд не надає ніяких субсидій, то протестантам виділив значну суму для шкіл, в яких дітей виховували в ненависті до католиків. Особливо сильною є та частина промови, в якій Байрон різко критикує англійських політиків, які штучно намагаються зосередити увагу громадськості на релігійному аспекті проблеми, пояснюючи цим специфіку внутрішньої політики Англії.

## Зміст памфлета
«Ірландська аватара» написана Байроном у зв'язку з поїздкою англійського короля Георга IV до Ірландії. Офіційному трактуванню цього факту Байрон протиставляє
пройняте гнівним авторським пафосом викриття британської тиранії. Сатира Байрона спрямована як проти деспотизму, так і проти холопства. У своїй сатирі поет обурюється ницістю тих, хто плазував перед Георгом, як перед новоявленим «богом». Автор нагадує ірландцям, що в особі Георга IV вони повинні бачити британський уряд, який забрав у них всі свободи. Ліричний герой закликає ірландців до боротьби проти британської тиранії і говорить про свою любов до тих ірландців, які борються за свободу своєї країни.